# Núna
"Núna" ("Agora") foi a canção islandesa no Festival Eurovisão da Canção 1995 que teve lugar em Dublin, na Irlanda.
A referida canção foi interpretada em islandês por Bo Halldórsson. Foi a sétima canção a ser interpretada na noite do evento, a seguir à canção russa "Kolybelnaya dlya vulkan", cantada por por Philip Kirkorov e antes da canção austríaca "Die Welt dreht sich verkehrt", interpretada por Stella Jones. Terminou a competição em 15º lugar (entre 23 participantes), recebendo um total de 31 pontos. No ano seguinte,  em 1996, a Islândia fez-se representar com a canção  "Sjúbídú", interpretada por Anna Mjöll.

## Autores
A canção tinha letra de Jón Örn Marinósson, música de Bo Halldórsson e orquestração de Frank McNamara.

## Letra
A canção é uma balada, com Halldórsson dizendo à sua amante que eles devem ficar juntos para se divertirem cada momento passado juntos. Ele canta que ele terá de partir de manhã e que deveriam aproveitar para fazer tudo o que eles tinham de fazer agora, daí o título da canção.

## Versões
Halldórsson gravou também uma versão em inglês intitulada "If it's gonna end in heartache"